# Eddie Lawson

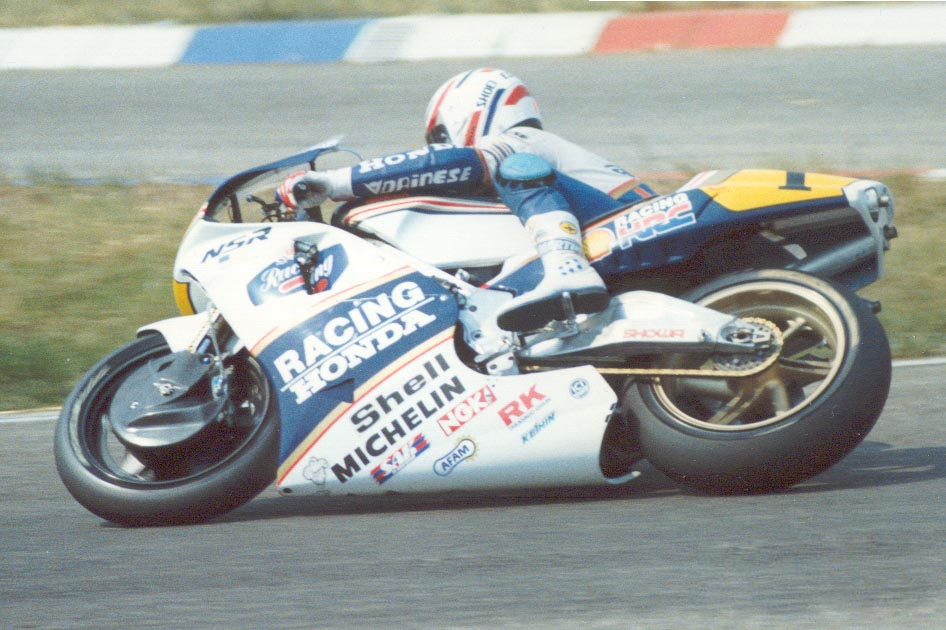
Eddie Lawson

Eddie Lawson, född 1958 i Upland, Kalifornien, USA är en amerikansk före detta motorcylist och fyrfaldig världsmästare i roadracingens 500-kubiksklass.
Lawson började sin mc-karriär inom dirttrack, men bytte till asfaltsbanor och tävlade framgångsrikt i superbike i USA. Han blev amerikansk mästare 1981 och 1982. Samma titel tog han också i roadracingens 250 cc-klass 1980 och 1981. 1983 skrev han kontrakt med Yamaha för att köra 500cc-VM som stallkamrat med världsmästaren Kenny Roberts. Redan 1984 blev Lawson världsmästare, vilket han upprepade 1986 och 1988. Inför säsongen 1989 bytte han till Honda och blev världsmästare igen, och därmed den förste att vinna VM i 500cc två år i rad på olika motorcykelfabrikat. Lawson avslutade sin GP-karriär med två år (1991 och 1992) på Cagivas 500GP-racer där han gjorde bra resultat trots teamets små resurser, men tog dock bara en seger för teamet. Hela Lawsons karriär i 500GP omfattade 130 lopp och 31 segrar.
Efter motorcykelkarriären tävlade Lawson inom formelbilsracing, med en säsong i Champ Car 1996 som främsta merit. Han slutade på tjugonde plats, men nådde en gång topp sex i en tävling.

## Statistik
| Starter i 500GP | Segrar i 500GP | VM-titlar i 500GP | Titel 1 | Titel 2 | Titel 3 | Titel 4 |
| --------------- | -------------- | ----------------- | ------- | ------- | ------- | ------- |
| 130             | 31             | 4                 | 1984    | 1986    | 1988    | 1989    |

## Segrar 500GP

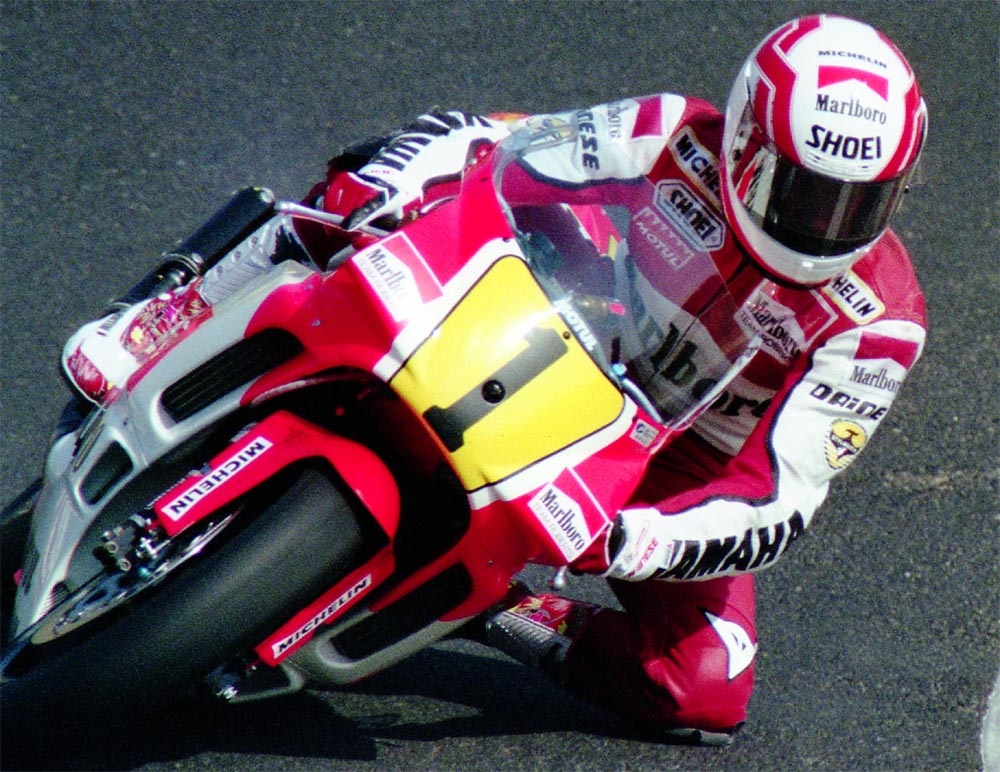
Lawson vid Japans GP 1990.

| Nr | Grand Prix     | År   |
| -- | -------------- | ---- |
| 1  | Sydafrika      | 1984 |
| 2  | Spanien        | 1984 |
| 3  | Österrike      | 1984 |
| 4  | Sverige        | 1984 |
| 5  | Sydafrika      | 1985 |
| 6  | Jugoslavien    | 1985 |
| 7  | San Marino     | 1985 |
| 8  | Italien        | 1986 |
| 9  | Västtyskland   | 1986 |
| 10 | Österrike      | 1986 |
| 11 | Jugoslavien    | 1986 |
| 12 | Frankrike      | 1986 |
| 13 | Sverige        | 1986 |
| 14 | San Marino     | 1986 |
| 15 | Västtyskland   | 1987 |
| 16 | Holland        | 1987 |
| 17 | Storbritannien | 1987 |
| 18 | Portugal       | 1987 |
| 19 | Argentina      | 1987 |
| 20 | USA            | 1988 |
| 21 | Portugal       | 1988 |
| 22 | Italien        | 1988 |
| 23 | Österrike      | 1988 |
| 24 | Frankrike      | 1988 |
| 25 | Sverige        | 1988 |
| 26 | Brasilien      | 1988 |
| 27 | Spanien        | 1989 |
| 28 | Belgien        | 1989 |
| 29 | Frankrike      | 1989 |
| 30 | Sverige        | 1989 |
| 31 | Ungern         | 1992 |